# United City FC
Der United City Football Club, bis Juli 2020 Ceres-Negros Football Club,  ist ein philippinischer Fußballverein aus Bacolod City. Aktuell spielt die Fußballmannschaft in der höchsten Liga des Landes, der Philippines Football League. Die Mannschaft ist auch unter dem Namen The Busmen bekannt.

## Namenshistorie
| Januar 2012 | Gründung als Ceres Football Club          |
| 2017        | Umbenennung in Ceres-Negros Football Club |
| Juli 2020   | United City Football Club                 |

## Erfolge
- Philippines Football League

Meister: 2017, 2018, 2019, 2020
- United Football League

Meister: 2015
Vizemeister: 2016
- PFL Cup

Sieger:  2019, 2022
- UFL Division 2

Meister: 2014
- PFF National Men’s Club Championship

Sieger: 2012/2013, 2013/2014
- UFL Cup

Finalist: 2015, 2016
- UFL FA League Cup

Sieger: 2014

## Stadion
Seine Heimspiele trägt der Verein im New Clark City Athletics Stadium in New Clark City, Capas, aus. Das Stadion hat ein Fassungsvermögen von 20.000 Personen. Eigentümer der Sportstätte ist die Bases Conversion and Development Authority.
Koordinaten: 10° 37′ 29,7″ N, 122° 57′ 55,7″ O

### Spielstätten
| Saison   | Stadion                          | Standort              | Kapazität | Eigentümer                                 | Koordinaten                       |
| -------- | -------------------------------- | --------------------- | --------- | ------------------------------------------ | --------------------------------- |
| bis 2021 | Panaad Stadium                   | Bacolod City          | 9825      | Negros Occidental Provincial Government    | 10° 37′ 29,7″ N, 122° 57′ 55,7″ O |
| 2021 bis | New Clark City Athletics Stadium | New Clark City, Capas | 20.000    | Bases Conversion and Development Authority | 15° 20′ 44″ N, 120° 32′ 1″ O      |

## Aktuelle Spieler
| - Matt Silva - Jericho Delos Reyes - Mark Hartmann - Chester Pabualan - Ariel Ngueukam |

## Trainerchronik
Stand: Oktober 2024
| Trainer          | Nation                          | von                | bis               |
| ---------------- | ------------------------------- | ------------------ | ----------------- |
| Cha Seung-ryong  | Südkorea                        | 11. September 2014 | 18. Februar 2015  |
| Ali Go           | Philippinen                     | 18. Februar 2015   | 17. Juli 2016     |
| Franklin Muescan | Philippinen                     | 22. Februar 2016   | 24. Mai 2016      |
| Risto Vidakovic  | Serbien Bosnien und Herzegowina | 18. Juli 2016      | 12. August 2020   |
| Trevor Morgan    | England                         | 21. August 2020    | 4. Oktober 2020   |
| Franklin Muescan | Philippinen                     | 5. Oktober 2020    | 30. März 2021     |
| Jason Withe      | England                         | 31. März 2021      | 23. Mai 2022      |
| Franklin Muescan | Philippinen                     | 1. Juli 2022       | 31. Dezember 2022 |
| Marian Mihail    | Rumänien                        | 13. März 2024      | 30. April 2024    |
| Ramon Tribulietx | Spanien                         | 1. Mai 2024        |                   |

## Beste Torschützen seit 2015
| Saison | Name            | Tore |
| ------ | --------------- | ---- |
| 2015   | Adrián Gallardo | 18   |
| 2016   | Adrián Gallardo | 30   |
| 2017   | Bienve Marañón  | 22   |
| 2018   | Bienve Marañón  | 15   |
| 2019   | Bienve Marañón  | 30   |
| 2020   | Bienve Marañón  | 7    |

## Ausrüster und Sponsoren
| Jahr          | Ausrüster   | Hauptsponsor |
| ------------- | ----------- | ------------ |
| 2012 bis 2016 | Adidas      | Ceres Liner  |
| 2016 bis 2017 | Puma        | Ceres Liner  |
| 2018 bis 2019 | Adidas      | Ceres Liner  |
| 2020          | Grand Sport | Ceres Liner  |

## Saisonplatzierung

### Liga
| Saison  | Liga                        | Level | Mannschaften | Platz |
| ------- | --------------------------- | ----- | ------------ | ----- |
| 2014    | UFL Division 2              | 2     | 12           | 1. ▲  |
| 2015    | United Football League      | 1     | 10           | 1.    |
| 2016    | United Football League      | 1     | 12           | 2.    |
| 2017    | Philippines Football League | 1     | 8            | 1.    |
| 2018    | Philippines Football League | 1     | 6            | 1.    |
| 2019    | Philippines Football League | 1     | 7            | 1.    |
| 2020    | Philippines Football League | 1     | 6            | 1.    |
| 2022/23 | Philippines Football League | 1     | 7            | 4. 1  |
| 2024    | Philippines Football League | 1     | 15           | 6.    |

### Pokal
| Saison | Copa Paulino Alcantara | PFF NMCC | UFL Cup       | League Cup |
| ------ | ---------------------- | -------- | ------------- | ---------- |
| 2013   |                        | Sieger   | Viertelfinale |            |
| 2014   |                        | Sieger   |               | Sieger     |
| 2015   |                        | 3. Platz | 2. Platz      |            |
| 2016   |                        |          | 2. Platz      |            |
| 2017   |                        |          |               |            |
| 2018   | Gruppenphase           |          |               |            |
| 2019   | Sieger                 |          |               |            |
| 2020   |                        |          |               |            |

### International
| Saison | Singapore Cup     | AFC President’s Cup | AFC Cup               | AFC Champions League |
| ------ | ----------------- | ------------------- | --------------------- | -------------------- |
| 2014   |                   | Gruppenphase        |                       |                      |
| 2015   |                   |                     | Play-off-Runde        |                      |
| 2016   | 3. Platz          |                     | Achtelfinale          |                      |
| 2017   | Preliminary Runde |                     | Inter Zone Halbfinale |                      |
| 2018   |                   |                     | ASEAN Zonal Finale    | Play-off-Runde       |
| 2019   |                   |                     | ASEAN Zonal Finale    | Preliminary Runde    |
| 2020   |                   |                     |                       |                      |